# Pinanga capitata
Pinanga capitata är en enhjärtbladig växtart som beskrevs av Odoardo Beccari. Pinanga capitata ingår i släktet Pinanga och familjen Arecaceae.

## Underarter
Arten delas in i följande underarter:
- P. c. capitata
- P. c. divaricata